# Nuno C. Santos
Pour les articles homonymes, voir Nuno Santos et Santos (homonymie).
Nuno Miguel Cardoso Santos (en abrégé : Nuno C. Santos,, ou N. C. Santos) est un astronome et astrophysicien portugais né le 20 novembre 1973 au Mozambique. Spécialiste de la formation des étoiles et de la spectroscopie stellaire, on lui doit la codécouverte de planètes extrasolaires (exoplanètes). Depuis janvier 2008, il est chercheur au Centre d'astrophysique de l'université de Porto (CAUP) . Il est cochercheur principal (en anglais : co-principal investigator) d'ESPRESSO, le projet de spectrographe échelle de l'Observatoire européen austral,, et est membre du bureau de la mission CHEOPS, le projet de télescope spatial de l'Agence spatiale européenne.